# Charles Lefebvre (homme politique)
Pour les articles homonymes, voir Charles Lefebvre (homonymie) et Lefebvre.
Charles-A. Lefebvre (15 mai 1929 à Montréal - 29 septembre 2014) est un homme politique québécois. Il était le député péquiste de Viau de 1976 à 1981. 

## Biographie
Fils de Raoul Lefebvre, marchand, et de Charlotte Racicot, il étudie à l'École polytechnique de Montréal dont il est licencié en sciences appliquées.
Ingénieur pour Shell Canada, il est ensuite consultant et entrepreneur en plastiques industriels puis responsable des recherches appliquées sur les plastiques à la compagnie Uniroyal. Il est professeur à l'École secondaire Jérôme-Leroyer jusqu'en 1976.
Vice-président du conseil régional du Parti québécois de la région de Montréal-Ouest pendant deux ans, président du comté de Mont-Royal puis du comté de Viau en 1975 et 1976, il se présente pour ce parti lors des élections générales de 1976 et est élu, alors que le siège est aux libéraux depuis sa création dix ans plus tôt. Candidat à sa succession en 1981 il est battu par William Cusano. C'est à ce jour le seul député indépendantiste à avoir été élu dans cette circonscription, qui a voté non au référendum de 1980 à 66% et est depuis lors détenue par le Parti libéral du Québec.
Il devient alors entrepreneur en rénovation domiciliaire, puis agent hypothécaire et éleveur de juments. Il décède en 2014 à 85 ans.

## Résultats électoraux
|                                                                                               | Nom                           | Parti              | Nombre de voix | %      | Maj.  |
| --------------------------------------------------------------------------------------------- | ----------------------------- | ------------------ | -------------- | ------ | ----- |
|                                                                                               | William Cusano                | Libéral            | 16 657         | 55,2 % | 4 103 |
|                                                                                               | Charles-A. Lefebvre (sortant) | Parti québécois    | 12 554         | 41,6 % | -     |
|                                                                                               | Roger Dominguez               | Union nationale    | 574            | 1,9 %  | -     |
|                                                                                               | Luigi D'Alonzo                | Communiste ouvrier | 161            | 0,5 %  | -     |
|                                                                                               | Albani Laporte                | Travailleurs       | 107            | 0,4 %  | -     |
|                                                                                               | Vittoria Bronzati             | Communiste         | 78             | 0,3 %  | -     |
|                                                                                               | André Gagnon                  | Marxiste-léniniste | 48             | 0,2 %  | -     |
| Total                                                                                         | Total                         | Total              | 30 179         | 100 %  |       |
| Le taux de participation lors de l'élection était de 81,6 % et 360 bulletins ont été rejetés. |                               |                    |                |        |       |

|                                                                                               | Nom                 | Parti                    | Nombre de voix | %      | Maj.  |
| --------------------------------------------------------------------------------------------- | ------------------- | ------------------------ | -------------- | ------ | ----- |
|                                                                                               | Charles-A. Lefebvre | Parti québécois          | 13 513         | 43,4 % | 1 932 |
|                                                                                               | Fernand Sauvé       | Libéral                  | 11 581         | 37,2 % | -     |
|                                                                                               | Antonio Marciano    | Union nationale          | 4 892          | 15,7 % | -     |
|                                                                                               | Joseph Ouellet      | Créditiste               | 760            | 2,4 %  | -     |
|                                                                                               | Luigino Mariano     | Parti national populaire | 361            | 1,2 %  | -     |
| Total                                                                                         | Total               | Total                    | 31 107         | 100 %  |       |
| Le taux de participation lors de l'élection était de 84,7 % et 728 bulletins ont été rejetés. |                     |                          |                |        |       |